# Голополосов Юрій Олексійович
Ю́рій Олексі́йович Голопо́лосов (нар. 16 березня 1972, м. П'ятихатки, Дніпропетровська область, Українська РСР — 19 червня 2014, смт Ямпіль, Лиманський район, Донецька область, Україна) — український військовик, десантник, старший прапорщик Збройних сил України. Учасник російсько-української війни.

## Життєпис
Народився у місті П'ятихатки на Дніпропетровщині. Мати завідувала їдальнею у 1-ій міській школі, батько працював на залізниці. Виріс разом із молодшим братом Артемом. Закінчив п'ятихатську загальноосвітню школу № 1, займався також у музичній школі.
Протягом 1990—1992 років проходив строкову службу, після чого залишився в армії, прослуживши понад 20 років. Спочатку служив за контрактом у П'ятихатській військовій частині, а після її розформування — в 25-ій десантній бригаді. Був старшиною роти. У грудні 2013 звільнився у зв'язку із виходом на пенсію за вислугою років. Ветеран Збройних сил України. Мешкав у Новомосковську, планував працювати у сфері охорони.
З початком російської збройної агресії проти України 25 березня 2014 повернувся до своєї бригади за частковою мобілізацією.
Старший прапорщик, головний сержант — командир бойової машини 3-го взводу 7-ї роти 3-го повітряно-десантного батальйону 25-ї окремої Дніпропетровської повітрянодесантної бригади ВДВ, військова частина А1126, смт Гвардійське.
Брав участь в антитерористичній операції в районі Слов'янська та Лиману, під час бойових дій двічі був поранений.

### Обставини загибелі
19 червня о 4:00 почалась військова операція, метою якої було висування в глибину території, знищення укріплень бойовиків в районі смт Ямпіль та звільнення населених пунктів. З Красного Лиману вирушили підрозділи десантників, яким було поставлене завдання взяти штурмом укріплений блокпост «Марс» російсько-терористичних угруповань, провести «зачистку» в передмісті Ямполя, захопити та утримувати ключові точки, зокрема міст через Сіверський Донець. На світанку сили зведеного штурмового загону десантників вийшли виконувати завдання за підтримки артилерії. Перший штурм був невдалим, — десантники потрапили у засідку. Було підірвано на керованому фугасі машину управління «Реостат», командир батареї дістав поранення у шию, двоє бійців загинули. У підбитому з гранатомету КамАЗі зенітників загинув начштабу дивізіону Андрій Клочко і ще один десантник. Було втрачено дві БМД-1. Старший прапорщик Голополосов, прикривши собою молодого бійця, дістав поранення у голову, була розтрощена нога нижче коліна. Його евакуювали з поля бою до бригадних медиків, які стояли поблизу, але реанімаційні заходи не допомогли, помер на руках лікарів медроти. Після півторагодинного бою довелось відступити. На допомогу вилетіла пара Су-25. Перегрупувавшись, поповнивши боєкомплект, десантники знову пішли на штурм. Спільними зусиллями, блокпост був взятий. У бою загинули шість бійців 25-ї бригади: капітан Андрій Клочко, старший прапорщик Юрій Голополосов, прапорщик Микола Люшенко, старший сержант Максим Коваль, молодший сержант Віталій Мосьпан і солдат медроти Андрій Литвиненко, а також двоє десантників 95-ї бригади капітан Олексій Крементар і старший солдат Олексій Шевченко.
Звільнення населених пунктів Лиманського району (на той час — Краснолиманський район) і взяття під контроль мосту дозволило перекрити останній шлях постачання зброї та боєприпасів до угруповання російського терориста Гіркіна («Стрєлка») у Слов'янськ.
23 червня в Новомосковську прощались з двома загиблими десантниками, Юрієм Голополосовим та Андрієм Литвиненком. Поховані поряд на Воронівському кладовищі міста.
Залишилися молодший брат Артем, дружина Людмила Іванівна та син Юрій, студент Харківського юридичного університету.

## Нагороди/Відзнаки
- Орден «За мужність» III ступеня — за особисту мужність і героїзм, виявлені у захисті державного суверенітету та територіальної цілісності України (15.07.2014, посмертно)[8].
- Медаль «10 років Збройним Силам України»
- Медаль «15 років Збройним Силам України»
- Почесний нагрудний знак «За відмінну службу в аеромобільних військах Сухопутних військ Збройних Сил України»
- Медаль «За сумлінну службу» І та ІІ ст.
- Рішенням Новомосковської міської ради № 1302 від 24 липня 2020 року присвоєно звання «Почесний громадянин міста Новомосковська» (посмертно)[9].

## Вшанування пам'яті
- 23 серпня 2014-го в Новомосковську відкрито Дошку пам'яті «Вічна слава Героям!», серед вшанованих — і Юрій Голополосов[10].
- 7 травня 2015 у П'ятихатках на будівлі ЗОШ I—III ст. № 1 встановлено меморіальну дошку на честь випускника школи. Ще одну меморіальну дошку встановлено на житловому будинку, де мешкав Герой, по вул. Шаторова, 10[11][12].
- В містах П'ятихатки та Новомосковськ названо вулиці на честь Юрія Голополосова[13].
- 16 березня 2016 у Новомосковську, на будинку, де жив Юрій, встановлено меморіальну дошку на його честь[14].
- 19 червня 2016 на перехресті доріг смт Ямпіль — с. Озерне (колишня Іллічівка) — с. Закітне відкрито пам'ятний знак загиблим українським воїнам — визволителям населених пунктів Лиманщини від російсько-терористичних збройних формувань. Серед них імена шістьох полеглих десантників 25-ї бригади[15][16].
- Вшановується в меморіальному комплексі «Зала пам'яті», в щоденному ранковому церемоніалі 19 червня[17][18].